# Гаррі Поттер і келих вогню (фільм)
«Га́ррі По́ттер і Ке́лих Вогню́» (англ. Harry Potter and the Goblet of Fire) — британсько-американський фентезійний пригодницький фільм 2005 року режисера Майка Ньюела та дистриб'ютора Warner Bros. Pictures, четверта частина циклу фільмів про Гаррі Поттера, заснований на однойменному романі британської письменниці Дж. К. Ролінґ. Сценарій написав Стів Кловз, продюсером став Девід Гейман.
Головні ролі виконували: Деніел Редкліфф, Руперт Грінт, Емма Вотсон, Роббі Колтрейн, Рейф Файнс, Майкл Гембон, Брендан Глісон, Джейсон Айзекс, Гері Олдман, Алан Рікман, Меггі Сміт і Тімоті Сполл. Сюжет фільму розгортається навколо трьох головних героїв — Гаррі Поттера, Рона Візлі та Герміони Грейнджер; історія оповідає про четвертий рік навчання Гаррі в Гогвортсі, де він обирається Келихом Вогню для участі в Турнірі Трьох Чарівників. Фільм є продовженням «Гаррі Поттер і в'язень Азкабану», наступник — «Гаррі Поттер і Орден Фенікса».
Зйомки почалися на початку 2004 року. Сцени Гоґвортсу зняті на кіностудії Leavesden. Через п'ять днів після випуску фільм зібрав понад $102 млн у північноамериканському прокаті, що є третім результатом у франшизі після «Гаррі Поттер і смертельні реліквії: частина 1» і «Гаррі Поттер і Смертельні реліквії: частина 2». «Келих вогню» став касово успішним, заробивши трохи менше $900 млн по всьому світу, що зробило його найбільш касовим фільмом 2005 року і восьмим за величиною касових фільмів всіх часів на той час. Станом на грудень 2015 року, це 37-й найкасовіший фільм у світі і шостий найкасовіший фільм у серії фільмів про Гаррі Поттера.
Фільм номінований на премію Американської кіноакадемії за Найкращу роботу художника-постановника і виграв премію BAFTA за найкращий дизайн виробництва. «Кубок вогню» став другим фільмом про Гаррі Поттера, який випущений у форматі IMAX. Фільм отримав позитивні відгуки професійних критиків і глядачів за більш високий рівень зрілості і складність персонажів, сюжету, виступи провідних акторів, а також одну номінацію на Оскар, 11 нагород і 40 інших номінацій.

## Сюжет
Гаррі проводить літні канікули з Візлями, перед початком кубку світу з Квідичу. Йому сниться дивний сон, в якому він бачить Волдеморта, Червохвоста та ще якогось чоловіка. Вони обговоррюють план вбивства Гаррі та повернення Волдемортові його колишньої могутності.
Гаррі разом з родиною Візлів вирушають на Кубок Світу з квідичу, разом з ними подорожує Амос Діґорі (сусід містера Візлі) та його син Седрик. Вони вирушають до стадіону за допомогою Летиключа.
Вони прибули до стадіону, навкруг якого було розкладено безліч чаклунських наметів. Матч відбувався між збірними Болгарії та Ірландії. Вночі, після гри, їх розбудив стривожений містер Візлі, який наказав їм тікати якомога швидше. Під час паніки Гаррі падає на землю, вдаряється головою і втрачає свідомість. Коли він прокидається, то бачить як якийсь чоловік вичаклував на небі «Чорну мітку».
Гаррі, Рон та Герміона їдуть до Гоґвортсу на Гоґвортському експресі. Гаррі пише листа Сіріусові про свій сон та події на Кубку Світу з квідичу. До Гоґвортсу прибувають делегації з інших чаклунських шкіл: французького Бобатона та болгарського Дурмстренгу, для участі в «Тричаклунському турнірі». Бобатонці прилітають на кареті, запряженій велетенськими кіньми, а Дурмстренг прибуває на кораблі, який сплив на поверхню посеред озера.
На вечері в Великій залі, Дамблдор повідомляє всіх, що в Гоґвортсі відбуватиметься «Тричаклунський турнір», і що в ньому братимуть участь чемпіони від трьох шкіл (чемпіонів обиратиме Келих Вогню, і чемпіонові має бути понад 17 років). Також він представляє учням нового вчителя захисту від темних мистецтв, Дикозора Муді, колишнього аврора, якого багато хто вважає ненормальним. На першому ж уроці професор Муді знайомить учнів з непрощеними закляттями.
Відбувається вибір чемпіонів. Чемпіоном Дурмстренгу стає Віктор Крум (ловець збірної Болгарії з квідичу), чемпіонкою Бобатону стає Флер Делякур, а чемпіоном Гоґвортсу стає Седрік Діґорі. Проте кубок викинув і четверте ім'я — Гаррі Поттер. Рон намагається дізнатись в Гаррі, як він вкинув своє ім'я в кубок, але Гаррі каже, що не робив цього, тому Рон більше не розмовляє з Гаррі. В усіх чемпіонів бере інтерв'ю відома журналістка з газети «Щодений Віщун», Ріта Скітер. В Гаррі вона бере персональне інтерв'ю. Гаррі отримує листа від Сіріуса, в якому він хоче поговорити з Гаррі. Гаррі розповідає Сіріусові всі новини, і Сіріус погоджується з Гаррі, що той, хто вкинув його ім'я в кубок, намагається його вбити.
Геґрід (з мадам Максім — директоркою Бобатону) показує Гаррі драконів і розповідає, що це буде його перше завдання. Повертаючись в замок, Гаррі (в плащі невидимці) зустрічає Каркарофа (директор Дурмстренгу) і розуміє, що єдиним, хто не знає про драконів, є Седрик, тому Гаррі розповідає йому про перше завдання. Дикозор радить Гаррі скористатись своїми перевагами для того, щоб здолати дракона, а саме його вмінням літати на мітлі.
Для першого завдання Гаррі отримав Угорську Рогохвістку, найнебезпечнішу з усіх можливих драконів. Завдяки мітлі, Гаррі ледве тікає від дракона і забирає золоте яйце, яке є підказкою для наступного завдання. Рон збагнув, що Гаррі не кидав своє ім'я в келих, і вони миряться.
Тим часом всіх чекає несподіванка: у Гоґвортсі відбудеться Різдвяний Бал за участі учнів трьох шкіл. Гаррі та Рон шукають собі партнерок для танцю, а в Герміони з'являється таємничий шанувальник. Гаррі намагається запросити Чо Чанґ, та, на жаль, вона вже має пару. А Рон так нікого і не запросив. В останній момент Гаррі вдалось запросити сестер Патіл для себе й Рона. Чемпіони відкрили бал першим танцем. Партнером Герміони був Віктор Крум. Після балу Гаррі знову бачить літній сон.
Седрик радить Гаррі взяти яйце з собою в ванну і пропонує піти до ванни старост. Послухавшись, Гаррі розгадує загадку яйця. Друге завдання буде проходити в озері, чемпіонам потрібно за годину знайти скарб. Невіл рекомендує Гаррі використати зяброрості, щоб дихати під водою. Під водою Гаррі знаходить поселення русалок, де знаходяться прив'язані 4 людини (Рон, Герміона, Чо та сестра Флер). Гаррі звільняє Рона і хоче забрати Герміону, проте русалки не дозволяють йому цього зробити. Гаррі дочекався, поки Віктор і Седрик забрали свої «скарби» й поплили, але Флер не було, тому Гаррі звільнив також і її сестру і приплив останнім, проте завдяки такому високоморальному вчинку Гаррі отримав 2-ге місце.
Гаррі прогулювався лісом з Роном, Герміоною та Геґрідом і знайшов тіло Барті Кравча. Гаррі пішов до Дамблдора розповісти про це, й коли Дамблдор відійшов на хвилину, він знайшов Сито спогадів та провалився в нього. Він побачив судовий процес над Ігорем Каркаровим, на якому той повідомив що син Барті Кравча смертежер.
Для третього і останнього завдання на полі для квідичу було збудовано лабіринт, в центрі якого й знаходився Тричаклунський кубок. Той, хто дістанеться до нього першим, і отримає його. Чемпіони з більшою кількістю очок стартують першими. Гаррі зайшов в лабіринт разом з Седриком, після них зайшли Віктор і Флер. Гаррі покликав допомогу для Флер і врятував Седрика, здогадуючись, що Віктор знаходиться під чарами. Гаррі з Седриком одночасно взялись за кубок, і виявилось, що він був летиключем, який переніс їх на цвинтар. Пітер Петіґру за наказом Волдеморта вбив Седрика й прив'язав Гаррі до надгробка. Він збирається воскресити Волдеморта. Для цього йому потрібна Кістка батька, плоть слуги і кров ворога. На Гарріних очах Волдеморт перейшов зі свого безпорадного існування, здобувши людське тіло. Він прикликав смертежерів. Для того щоб довести свою могутність, Волдеморт викликає Гаррі на дуель. Під час дуелі між їхніми паличками з'явився зв'язок (пріорі інкантатем) і Гаррі побачив своїх батька й матір. Розірвавши зв'язок, Гаррі взяв Седрікове тіло та летиключ і повернувся до Гоґвортсу.
Гаррі розповідає Дамблдору, що сталось на цвинтарі. Дикозор Муді забирає Гаррі, щоб допомогти й заспокоїти його. Коли він приводить Гаррі до свого кабінету, то розповідає йому, що це він шпигун, і хоче вбити Гаррі, проте в кабінет вриваються Дамблдор і Снейп, які роззброюють його. Виявляється, що насправді це не Дикозор Муді, а син Барті Кравча, який пив багатозільну настоянку.
На прощальній вечері Дамблдор виступає з промовою, на якій наголошує на тому, що Волдеморт повернувся, і всім потрібно триматись разом. Учні Бобатону та Дурмстренгу від'їжджають до себе додому.

## У ролях
| Роль                 | Актор (актриса)    |      |
| учні                 | учні               | учні |
| -------------------- | ------------------ | ---- |
| Гаррі Поттер         | Деніел Редкліф     |      |
| Рон Візлі            | Руперт Грінт       |      |
| Герміона Ґрейнджер   | Емма Вотсон        |      |
| Драко Мелфой         | Том Фелтон         |      |
| Невіл Лонґботом      | Метью Льюїс        |      |
| Джордж Візлі         | Олівер Фелпс       |      |
| Фред Вїзлі           | Джеймс Фелпс       |      |
| Джіні Візлі          | Бонні Райт         |      |
| Седрік Діґорі        | Роберт Паттінсон   |      |
| Флер Делякур         | Клеманс Поезі      |      |
| Грегорі Гойл         | Джошуа Гердман     |      |
| персонал «Гоґвортсу» |                    |      |
| Албус Дамблдор       | Майкл Гембон       |      |
| Аластор Муді         | Брендан Глісон     |      |
| Рубеус Геґрід        | Роббі Колтрейн     |      |
| Северус Снейп        | Алан Рікман        |      |
| Мінерва Макґонеґел   | Мегі Сміт          |      |
| Арґус Філч           | Девід Бредлей      |      |
| Майже безголовий Нік | Джон Кліз          |      |
| Філіус Флітвік       | Ворвік Девіс       |      |
| інші персонажі       |                    |      |
| Віктор Крум          | Станіслав Яневські |      |
| Флер Делякур         | Клеменс Поесі      |      |
| Лорд Волдеморт       | Ральф Файнс        |      |
| Сіріус Блек          | Гері Олдмен        |      |
| Артур Візлі          | Марк Вільямс       |      |
| Молі Візлі           | Джулі Волтерс      |      |
| Дадлі Дурслі         | Гаррі Меллінг      |      |
| Пітер Петіґру        | Тімоті Сполл       |      |
| Барті Кравч          | Роджер Лойд-пек    |      |
| Барті Кравч молодший | Девід Теннант      |      |
| Корнеліус Фадж       | Роберт Харді       |      |
| Олімпія Максім       | Френсіс де ля Тур  |      |
| Ігор Каркаров        | Предраг Бйєлач     |      |
| Ріта Скітер          | Мірана Річардсон   |      |

## Український дубляж

### Дубляж студії Так Треба Продакшн для vod-платформи sweet.tv
Фільм дубльовано українською студією «Так Треба Продакшн» на замовлення vod-провайдера sweet.tv у 2020 році
- Режисер дубляжу — Олена Мойжес
- Звукорежисери — Олександр Кривов'яз, Дмитро Бойко
- Звукорежисер перезапису — Сергій Ваніфатьєв

Ролі дублювали:
- Лесь Задніпровський, Віктор Андрієнко, Євген Лебедин, Ігор Журбенко, Вероніка Лук'яненко, Руслана Писанка, Ярослав Чорненький, Андрій Альохін, Володимир Терещук, Михайло Войчук, В'ячеслав Скорик, Юрій Кудрявець, Олесь Гімбаржевський, Євген Локтіонов, Олександр Солодкий, Олексій Семенов, Андрій Соболєв, Ганна Соболєва, Лідія Муращенко, Дарина Муращенко, Юлія Перенчук, Наталя Задніпровська, Марія Полякова та інші.

### Дубляж студії Так Треба Продакшн для телекомпанії Новий канал
Фільм дубльовано українською студією «Так Треба Продакшн» на замовлення телекомпанії «Новий канал» у 2020 році.
Ролі дублювали:
- Павло Скороходько - Гаррі Поттер,
- Андрій Федінчик - Рон Візлі,
- Вероніка Лук'яненко - Герміона Грейнджер,
- Владислав Пупков, Андрій Альохін, Євген Пашин, Олег Стальчук, Володимир Терещук, Ярослав Чорненький, Юрій Гребельник, Юлія Перенчук, Юрій Кудрявець, Лідія Муращенко та інші.

## Виробництво
В одному з перших дублів Герміони — «момент Попелюшки» — Емма Вотсон не впоралася з цим маскарадним костюмом і впала вниз по сходах.
Станіслав Яневські, який грає Віктора Крума, має тільки два рядки-репліки на весь фільм на загальну суму 20 слів.

## Цікаві факти
- На прослуховування на роль Чо Чанг, яке проходило 7 лютого 2004 року в Лондоні, прийшли близько 3000 дівчат.
- В одній зі сцен на цвинтарі на надгробках видніються імена членів знімальної групи фільму. Адвокати Warner Bros вирішили, що видумані імена можуть бути ідентичними іменам реальних людей.
- Майк Ньювел перший британський режисер, який знімав фільм з серії про Гаррі Поттера.
- Майк Ньювел став найдешевшим режисером в історії «поттеріани»: він погодився працювати за гонорар всього лише в 1 мільйон доларів. Для прикладу: гонорар Кріса Коламбуса за «Філософський камінь» склав 10 мільйонів + відсоток від загальних зборів.

## Нагороди
- Найкраща робота художника-постановника (BAFTA) — переможець
- Найкращі спецефекти (BAFTA)
- Найкращий грим (BAFTA)
- Найкраща робота художника-постановника (Оскар)